# Jean de Hautfumé
Jean de Hautfumé, mort le 4 juin 1358  à Rouen, est un prélat français du XIVe siècle. 

## Biographie
Jean de Hautfumé est nommé évêque d'Avranches en 1331. Il assiste au concile de Reims en 1335 et  dédie l'église de l'abbaye du Bec en 1342. Cette même année, il préside pendant la vacance du siège métropolitain, le concile provincial de Rouen. En 1358 il dédie l'église de Saint-Pierre de Jumiéges.

## Source
- L'ancienne église de France. Province ecclésiastique de Rouen, 1866.